# Little Boy

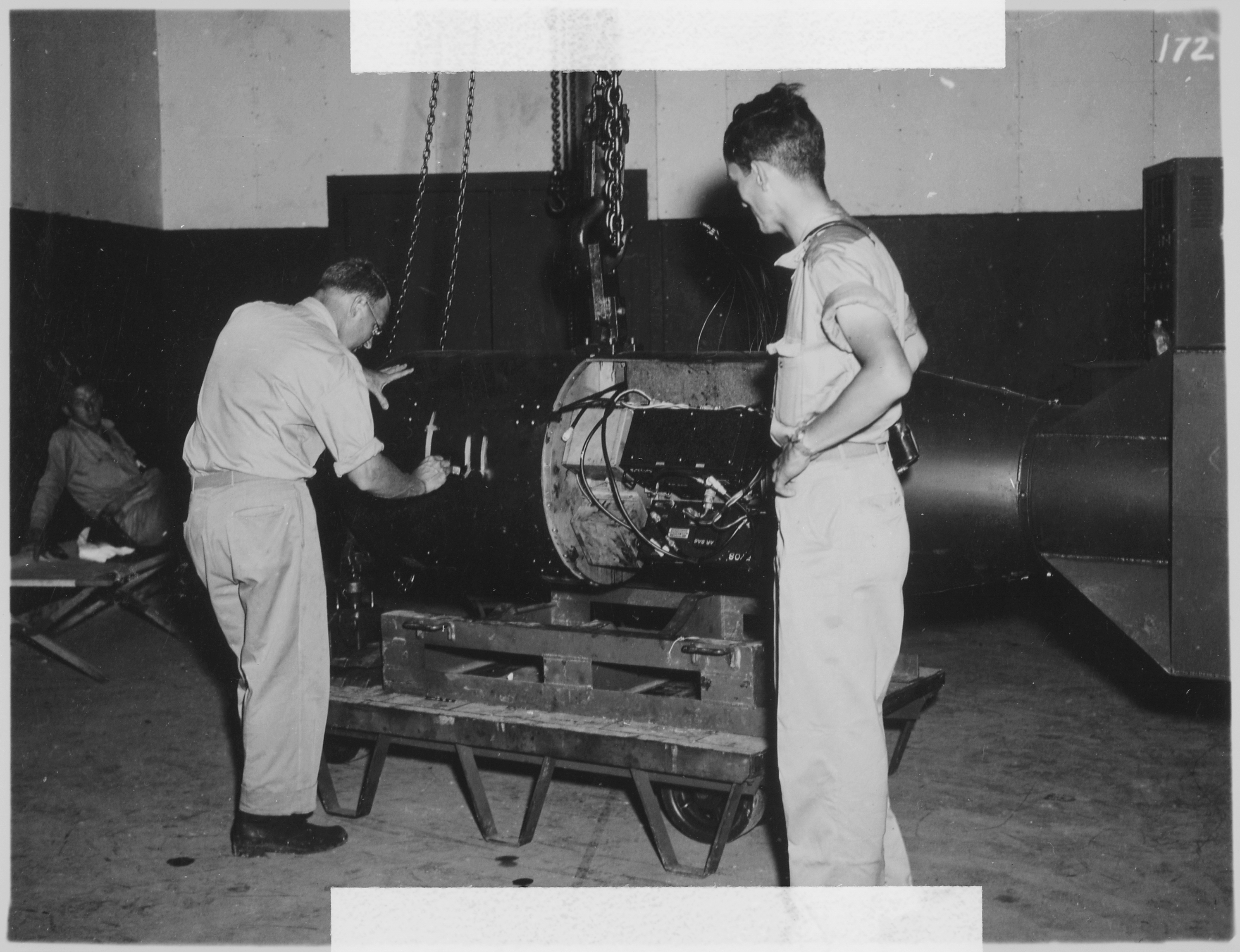
Norman Ramsey (rechts) met de atoombom Little Boy (1945)

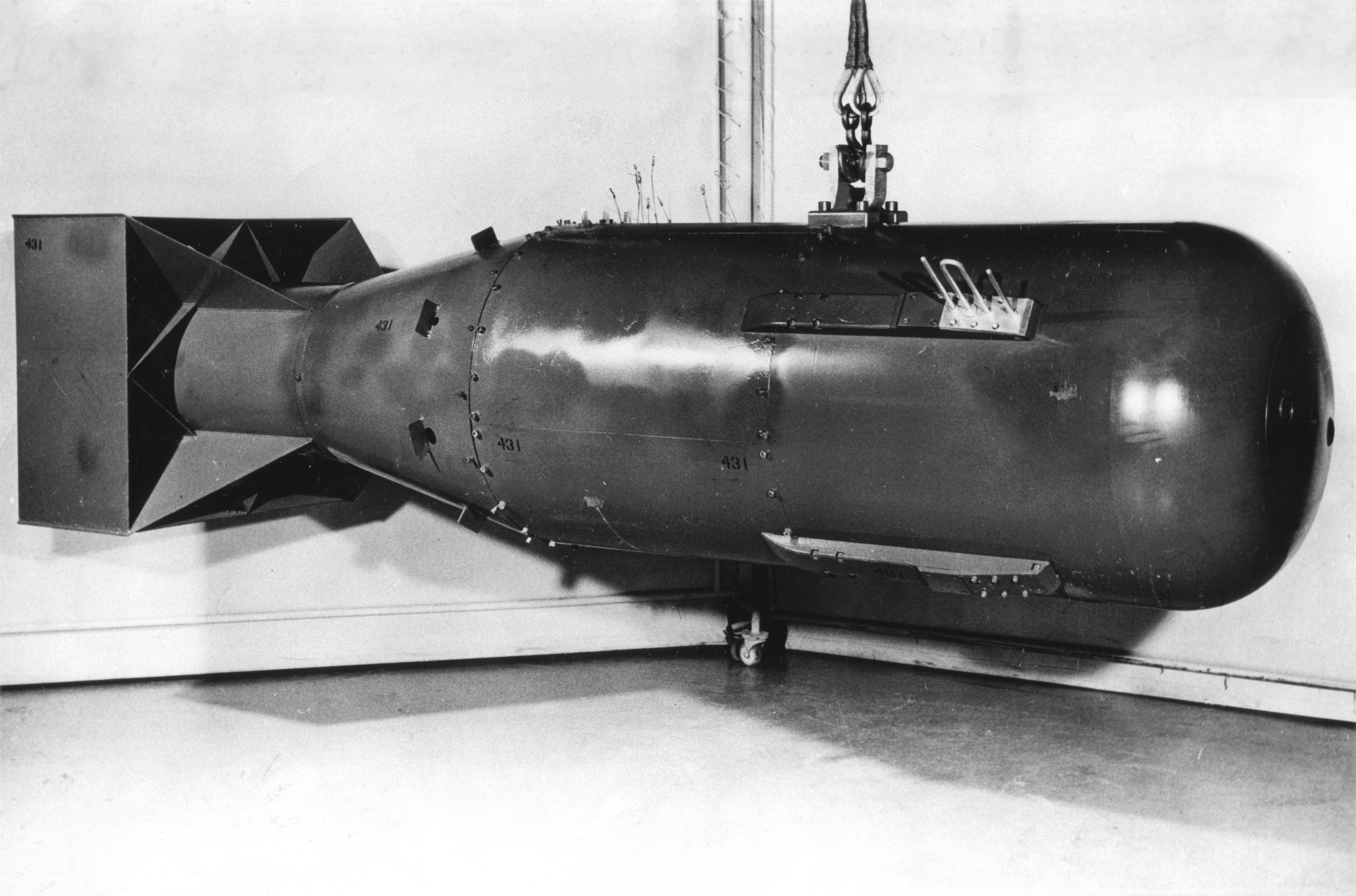
Een naoorlogs schaalmodel van Little Boy

Little Boy is de codenaam van de kernbom die aan het einde van de Tweede Wereldoorlog op 6 augustus 1945 door de Verenigde Staten boven de Japanse stad Hiroshima tot ontploffing werd gebracht. Het was de eerste keer in de geschiedenis dat een kernwapen werd ingezet in oorlogstijd en samen met het afwerpen van Fat Man, drie dagen later op Nagasaki, de enige keer dat dit is gebeurd.

## Politieke besluiten
De ontwikkeling van Little Boy vond in het geheim plaats als onderdeel van het Manhattanproject in de Verenigde Staten. Veel ervaring was er toen nog niet met kernwapens; de Trinity-test op 16 juli 1945 was de enige test die met een kernwapen was uitgevoerd. De Amerikaanse president Harry S. Truman besloot om Little Boy in te zetten. De officiële verklaring was dat het was om de oorlog snel te beëindigen. Japan was reeds vanaf september aan het onderhandelen over een overgave door het verlies van Okinawa in juni 1945, met concrete afspraken tijdens de Conferentie van Potsdam op 26 juli (zie ook Overgave van Japan). Een verklaring voor het inzetten van de bommen was dat men ze wilde testen en dat men indruk wilde maken op  de Russen.
Tijdens het overleg dat op 10 en 11 mei aan de aanval voorafging in Los Alamos, werd een aantal doelen voorgesteld, waaronder Kioto, Yokohama en Hiroshima. Op aandringen van Edwin Reischauer werd Kioto van deze lijst geschrapt omdat in deze stad veel historische tempels stonden. Uiteindelijk viel de keuze op Hiroshima, omdat deze stad van grote industriële en militaire betekenis was. Daarnaast was Hiroshima redelijk gespaard gebleven tijdens de voorafgaande conventionele bombardementen, zodat het effect van een kernbom goed kon worden nagegaan. Tijdens de aanval had de stad ongeveer 255.000 inwoners.

## Specificaties
Little Boy was een kernwapen dat werkte op basis van kernsplijting van uranium-235. Hiertoe bevatte het 64,1 kg uranium dat was verrijkt tot maximaal 89%. Deze massa was in twee gescheiden compartimenten (target en bullet) ondergebracht die elk minder materiaal bevatten dan de kritische massa die nodig is om een kettingreactie in gang te zetten. Na het werpen van de bom werden, door een hoeveelheid springstof te ontsteken, de twee uraniummassa's samengevoegd waarbij de kritische massa werd bereikt. Het gevolg was een onbeheerste kettingreactie op 580 meter hoogte boven de stad.
Little Boy was 3 m lang en had een diameter van 71 cm. De totale massa bedroeg 4400 kg. De kernbom werd vanuit de Enola Gay, een B-29 Superfortress, op 9500 m hoogte afgeworpen. Slechts 1,4% van het aanwezige uranium is daadwerkelijk gespleten, de rest is verdampt. De explosieve kracht van Little Boy bedroeg ongeveer 56,7 TJ, wat overeenkomt met 15 kiloton TNT.
Er werd slechts 798 g (89% van 64100 g en daar 1,4% van) zuiver 235U gespleten. Volgens de beroemde formule E = mc² van Albert Einstein kwam er uit het annihileren van massa een enorme hoeveelheid energie vrij. Elke gram zuiver 235U leverde splijtingsproducten op die samen 0,7894 mg minder wegen dan het originele materiaal 235U. Splijting van 798 g betekende derhalve 0,63 g (798 maal 0,7894 mg) massaverlies wat volgens de formule 56,7 terajoule (TJ) opleverde.

## Gevolgen

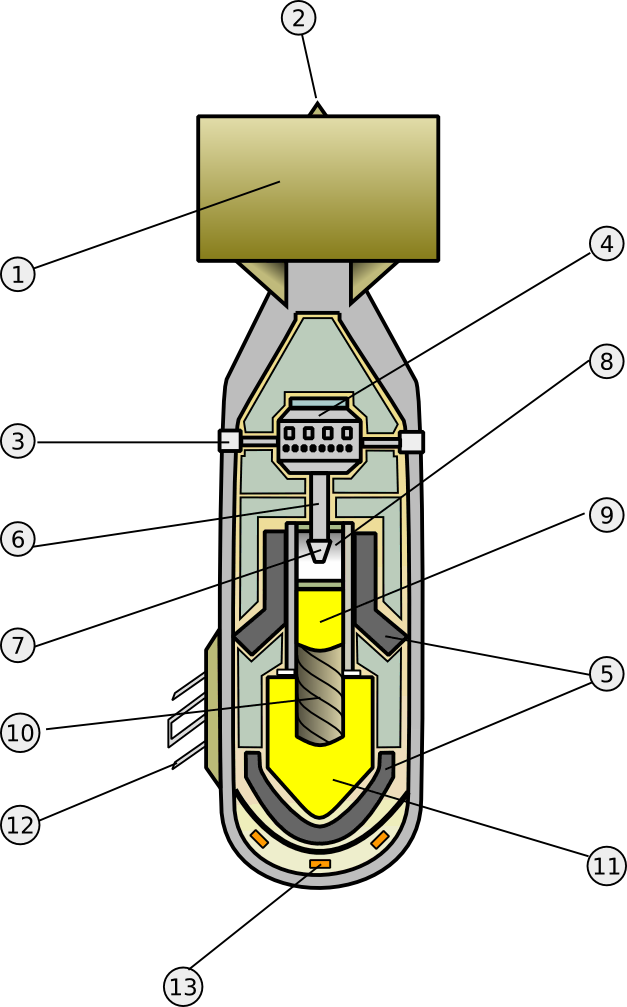
Dwarsdoorsnede van Little Boy
1. staartvinnen (stabilisatievinnen) 2. staartkegel 3. luchtinlaatkanalen 4. luchtdrukontstekingsmechanisme 5. loden afscherming 6. slagpen 7. ontstekingskop 8. conventionele springlading (cordiet) 9. uranium-235-"kogel" (ca. 24 kg) 10. 180 cm lange schietbuis (niet op schaal getekend) 11. uranium-235-"doelwit" (ca. 36 kg) 12. radarhoogtemeterantenne 13. ontsteker (vlak voor het afwerpen geïnstalleerd)

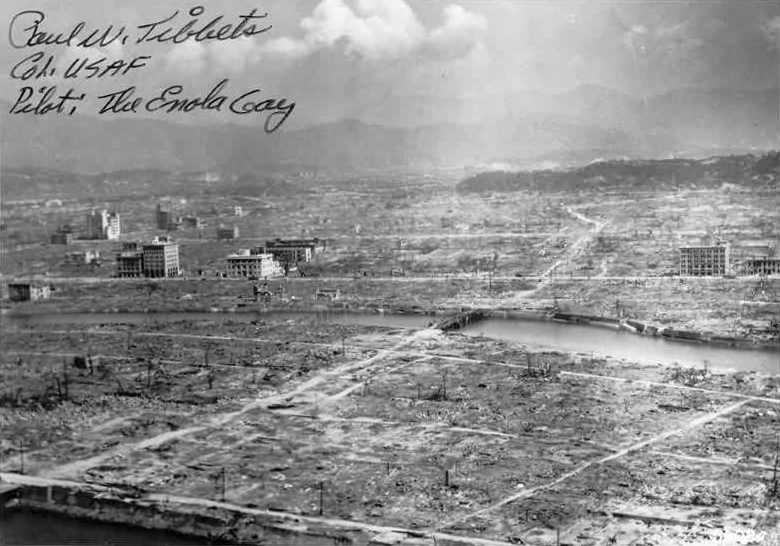
Centrum van Hiroshima enkele dagen na de aanval

Toen Little Boy op 6 augustus om 8:15 uur 's morgens explodeerde, kwamen direct 78.000 mensen om het leven door de enorme drukgolf en intense hitte die daarbij vrijkwam. Een vergelijkbaar aantal mensen raakte gewond. In de daaropvolgende dagen stierven veel mensen door  stralingsziekte. De fall-out in het getroffen gebied was gering doordat de explosie op 550 meter hoogte plaatsvond en werd voornamelijk veroorzaakt door neutronenvangst. De radioactieve producten belandden door de opstijgende vuurbal in de stratosfeer. In de jaren daarna was kanker de belangrijkste doodsoorzaak. Ook het aantal miskramen in het gebied rond Hiroshima vertoonde een sterk stijgende lijn. Door de na-effecten als gevolg van de ioniserende straling liep het dodental uiteindelijk op tot ongeveer 140.000 eind 1945.
De directe slachtoffers waren onder anderen mensen en veel kinderen die in het centrum van Hiroshima bezig waren huizen te slopen. Vanwege de dreiging met bombardementen probeerde men stroken bebouwing te verwijderen. Veel huizen waren namelijk van hout. Omdat het hele land gemobiliseerd was voor de oorlogsindustrie, werden kinderen van de basisschoolleeftijd voor dit werk ingezet. Veel kinderen waren echter ook geëvacueerd uit de stad. Zo verloren vele ouders hun kinderen, en kinderen hun ouders.
Het duurde enkele uren voordat men zich elders in Japan realiseerde dat er iets was gebeurd in Hiroshima. Pas nadat er vanuit Tokio een verkenningsvliegtuigje naar de stad was gestuurd, werd duidelijk dat zich daar een ramp van ongekende omvang had voorgedaan.
Aangezien het de eerste keer was dat er een kernbom vanuit een vliegtuig werd geworpen, had men er geen idee van wat de gevolgen ervan zouden zijn voor het vliegtuig en de bemanning. De piloot (Paul Tibbets) bleek in staat om het toestel (Enola Gay) veilig terug te brengen. Het staat nu tentoongesteld in het National Air and Space Museum in Washington D.C.
Volgens cijfers uit 2004 van de gemeente Hiroshima zou de explosie van Little Boy uiteindelijk in totaal 237.062 levens hebben gekost.
In 1960 componeerde Krzysztof Penderecki Threnos, een werk ter nagedachtenis aan de slachtoffers.